# Julia Müller
Pour les articles homonymes, voir Müller.
Julia Müller, née le 10 décembre 1985 à Hambourg, est une joueuse de hockey sur gazon allemande.

## Carrière
En club, Julia Müller est passée par le Harvestehuder THC et l'équipe junior du FC Barcelone avant de rejoindre le club néerlandais du Laren MHC.
Julia Müller fait partie de l'équipe d'Allemagne de hockey sur gazon féminin sacrée championne  d'Europe en 2007 à Manchester. Elle est aussi présente lors des Jeux olympiques de 2008 à Pékin, où l'Allemagne termine quatrième.